# Nyolc tanú
A Nyolc tanú (Vantage Point) egy 2008-ban bemutatott amerikai film Dennis Quaid, Matthew Fox, Forest Whitaker, Sigourney Weaver és William Hurt főszereplésével.
Premierje 2008. február 22-én volt Észak-Amerikában a Columbia Pictures forgalmazásában, Magyarországon ugyanezen év április 10-én mutatta be az InterCom.
A történet szerint az Amerikai Egyesült Államok elnöke a spanyolországi Salamancába érkezik, ahol beszédet mond egy terrorizmusellenes csúcstalálkozón. Mikor a mikrofonhoz lép, két lövés dördül és összeesik, majd rövidesen két bomba robban a környéken. Az eseményeket magában foglaló 23 perces időintervallumot több tanú szemszögéből láthatja a néző, míg végül a teljes kép összeáll.

## Szereplők
| Szerep               | Színész               | Magyar hang        | Megjegyzés |
| -------------------- | --------------------- | ------------------ | --- |
| Thomas Barnes        | Dennis Quaid          | Kőszegi Ákos       | A csúcstalálkozót biztosító elnöki titkosszolgálat veterán tagja. Korábban az elnöknek szánt golyó elé vetette magát. |
| Kent Taylor          | Matthew Fox           | Széles László      | A titkosszolgálat ügynöke, első bevetésén; Barnes partnere.                                                           |
| Howard Lewis         | Forest Whitaker       | Besenczi Árpád     | Feleségétől elhidegült amerikai üzletember, aki Spanyolországban tölti vakációját.                                    |
| Phil McCullough      | Bruce McGill          | Barbinek Péter     | Ashton elnök egyik tanácsadója.                                                                                       |
| Javier               | Édgar Ramírez         | Zöld Csaba         | A különleges alakulat korábbi katonája, akit az öccsét fogva tartó terroristák együttműködésre kényszerítenek.        |
| Suarez               | Saïd Taghmaoui        | Csőre Gábor        | Az elnök elleni terrorista-akció vezetője.                                                                            |
| Veronica             | Ayelet Zurer          | Pokorny Lia        | A terroristák női tagja; Enrique szerelme.                                                                            |
| Angie Jones          | Zoe Saldana           | Huszárik Kata      | A Global Network News riportere.                                                                                      |
| Rex Brooks           | Sigourney Weaver      | Menszátor Magdolna | A csúcstalálkozóról tudósító Global Network News producere.                                                           |
| Ashton elnök         | William Hurt          | Rosta Sándor       | Az Amerikai Egyesült Államok elnöke.                                                                                  |
| Ted Heinkin          | James Le Gros         | Karácsonyi Zoltán  | |
| Enrique              | Eduardo Noriega       | Schmied Zoltán     | A salamancai polgármesternek dolgozó spanyol civil ruhás rendőr.                                                      |
| Holden               | Richard T. Jones      | Betz István        | |
| Ron Matthews         | Holt McCallany        | Gáspár András      | |
| Kevin Cross          | Leonardo Nam          | Szvetlov Balázs    | |
| Marie                | Dolores Heredia       | Peller Anna        | |
| Anna                 | Alicia Zapien         |                    | |
| Parsons              | Justin Sundquist      |                    | |
| Cavic ügynök         | Sean O'Bryan          | Elek Ferenc        | |
| De Soto polgármester | José Carlos Rodríguez | Juhász György      | |
| Luis                 | Rodrigo Cachero       |                    | |
| Felipe               | Guillermo Iván        |                    | |
| Miguel               | Xavier Massimi        |                    | |
| Grace Riggs          | Shelby Fenner         |                    | |
| Titkos ügynök        | Ari Brickman          |                    | |
| Mark Reinhart        | Brian McGovern        | Láng Balázs        | |
| Amerikai nő          | Lisa Owen             |                    | |
| Paulina              | Rocío Verdejo         |                    | |
| Rendőrnő             | Marisa Rubio          | Szabó Gertrúd      | |

## Cselekmény
|  | Alább a cselekmény részletei következnek! |

Az első tanú
Rex Brooks televíziós producer a közvetítőkocsiból folyamatosan utasítja a GNN operatőreit és riportereit, miközben az elnök a helyszínre érkezik. Amint Salamanca polgármestere befejezi beszédét és az elnök a pódiumra lép, két lövés éri. Hamarosan egy távoli robbanás hallatszik, majd pár perccel később a zsúfolt téren is aktiválódik egy bomba, mely megöli a tévériportert, Angie Jonest.
A második tanú
Mialatt a polgármester beszédét mondja, az elnök védelméért felelős Thomas Barnes ügynök, aki korábban megmentette az elnök életét, felfigyel egy közeli épület egyik ablakára, mely mögött folytonosan fellibben a függöny. Az odaküldött ügynökök egy bekapcsolva hagyott ventilátort jelentenek. Barnes szintén kiszúr a tömegben egy afroamerikai férfit, aki videókamerával pásztázza a tömeget. A lövések eldördülése után egy a színpadra futó férfire lesz figyelmes, s azonnal a földre rántja, mialatt társai az elnököt a mentőhöz viszik. A gyanús férfit az ügynökök őrizetbe veszik. Barnes és társa, Kent Taylor ügynök odarohannak ahhoz az emberhez, aki felvételt készített az eseményekről. Barnes biztos benne, hogy látta az orvlövészt az egyik ablakban, s a turista is úgy hiszi, rögzítette a merényletet. Taylor vállalkozik rá, hogy ellenőrzi a lövész vélt helyét. Barnest maradásra inti, hogy sikertelenség esetén egyedül őt terhelje a felelősség. Barnes folytatja a felvett anyag vizsgálását. Hirtelen elkiáltja magát, hogy bomba van a pódium alatt, azonban már késő: a tér a levegőbe röpül. Feleszmélve Barnes észrevesz egy GNN operatőrt, s követi a kocsihoz, hogy megnézze a televízió felvételeit. Mialatt a technikus visszatekeri az anyagot, Taylor hívja Barnest a mobilján, s tájékoztatja róla, hogy rábukkant az elkövetőre, s üldözőbe vette, de ehhez erősítésre van szüksége. Barnes megpróbálja elérni a titkosszolgálat ideiglenes parancsnoki központját, de nem érkezik válasz. Ekkor valami megdöbbentőt vesz észre az egyik monitor élőképén.
A harmadik tanú
Enrique, a salamancai polgármester védelmére kirendelt rendőrtiszt a térre érkezve megpillantja barátnőjét egy idegen karjaiban, s elkapja beszélgetésükből, hogy a közeli híd alatt találkoznak majd. Mikor kérdőre vonja, a lány biztosítja róla (spanyolul), hogy egyedül csak őt szereti. Ezután Veronica elkéri a hátizsákot, amit a férfi a kérésére magával hozott. Mikor az elnököt meglövik, Enrique azonnal a színpadra fut, hogy megvédje a polgármestert, ám egy ügynök a földre löki. A titkosszolgálat őrizetéből nézi, amint barátnője a pódium alá hajítja a zsákot. Ráébred a tartalmára, ám hiába próbálja figyelmeztetni az ügynököket; a bomba felrobban, ő pedig így kiszabadul, s hamar talpra állva a megrázkódtatás után a korábban hallott híd felé fut. Az ügynökök üldözőbe veszik, de nem sikerül elkapniuk. Enrique a híd alá ér, ahol az érkező autóból kiszálló alaktól azt kérdezi, meglepi-e, hogy életben látja őt.
A negyedik tanú
Howard Lewis amerikai turista, aki épp a kiemelt esemény idején tartózkodik Salamancában. Videókamerájával rögzíti az épületeket, a helyieket és a tömeget, hogy otthon megmutathassa családjának. Nem sokkal az elnök színpadra lépése előtt beszédbe elegyedik egy Samként bemutatkozó férfival, majd véletlenül kiüti egy Anna nevű kislány kezéből a fagylaltot. Spanyolul kér elnézést, s felajánl egy új édességet, azonban a lány anyja ezt visszautasítja. Lewis folytatja tevékenységét, s feltűnik neki, hogy az egyik ügynök egy ablakot kémlel; kamerájával követi a tekintetét a háta mögötti épületre, majd vissza a színpadra. Miután az elnököt lelövik és kitör a káosz, hazatelefonál, hogy üzenetet hagyjon a feleségének, ám két ügynök érkezése zavarja meg, akik a felvételeit akarják látni. Az egyik ügynök elindul, hogy ellenőrizze a szemközti épületet, míg a másik kiszúrja a videón, amint egy fiatal nő valamit bedob a pódium alá; az ügynök megpróbálja figyelmeztetni az embereket, azonban a pokolgép működésbe lép. A kisebb sokkból magához térve, Lewis megpillantja az anyjáért kiáltó Annát, és a már korábban is látott spanyol férfit, aki most az ügynökök szorításából kiszabadulva egy pisztollyal a kezében elrohan a helyszínről. Lewis egy rendőrnőnél hagyja Annát, s kamerájával a spanyol férfit üldöző ügynökök után szalad. Egészen a közeli hídig fut, ahol a gyalogos felüljáróról kamerázza tovább a férfit; a nyomában lévő rendőrök a spanyol férfi felé lőnek, majd a másik irányból egy helyi rendőr közelíti meg a földre rogyó fiatalembert. Lewis ekkor megpillantja Annát, aki a forgalmas út széléről kiált a másik oldalon álló anyjának, majd elindul felé. Miközben egy mentőautó vészesen közelít az úton szaladó kislány felé, Lewis utánaveti magát, hogy megmentse.
Az ötödik tanú
Ashton elnök limuzinja előre nem tervezett megállást hajt végre, majd közlik vele: a nemzetbiztonság megerősítette a terrorveszélyt, így hasonmását küldik a beszéd megtartására. A valódi elnök visszatér a hoteljába. Tanácsadói körében nézi a televíziós közvetítést az eseményről, majd felháborodottan vonja kérdőre embereit, mikor megpillantja dublőre oldalán Thomas Barnest, aki teljes felépülését kockáztatva állt újra munkába az ő tudta nélkül. Mindenkit megdöbbent a szobában, mikor élőben látják, amint a hasonmást meglövik, majd nem sokkal később robbanás rázza meg az épületet, s az ablakon kitekintve a sokadik emeletről a bent lévők látják, hogy füst árad ki a földszintről, s mozdulatlan testek fekszenek az utcán. A tanácsadók válaszcsapást sürgetnek a vélt elkövetőkről, akiknek bázisa egy kis marokkói településen található. Ashton nem hajlandó megtámadni egy idáig barátként kezelt arab országot, s emellett, hogy ha parancsot ad, fény derül a személycserére is. Váratlanul berobban a szoba ajtaja, majd egy maszkos merénylő ront be, s az elnök kivételével mindenkit lelő.
A hatodik és hetedik tanú
Egy kávézóban ülve Suarez, a terroristák vezetője kapcsolatba lép minden emberével, majd kisétál a térre, ahol megpillant egy magas, fekete férfit, aki kamerájával szemlélődik. Odalép hozzá, hogy egy rövid beszélgetés útján elterelje a figyelmét, majd hamarosan tovább is áll. Ezalatt a tér egy félreeső részén egy helyi férfi, Javier bizonyosságot követel a vele szemben álló nőtől, Veronicától, afelől, hogy öccsének nem esett bántódása. Azzal az ígérettel indul feladata végrehajtására, hogy a híd alatti találkozóhelyen viszontlátja fivérét.
A merényletet Suarez távirányítású fegyverrel hajtja végre, majd a bázisukon végez egy fogva tartott férfival, mielőtt társával, Veronicával mentőnek öltözve az első robbanás helyszínére hajt. Eközben Javier a legfelső emeletre tart, ahol kivégzi az összes biztonsági embert, majd berobbantja azon szoba ajtaját, ahol a valódi elnök tartózkodik. Maszkkal a fején ront be, megölve mindenkit, az elnököt pedig magával hurcolja. A liftben találkozik a hordággyal érkező Veronicával, akitől öccsét követeli, most, hogy elvégezte feladatát. A nő azt hazudja, fivérének nincs baja, s a híd alatt visszakapja őt. Suarez és Veronica végeznek GNN-es ruhában lévő társukkal, majd mentőautón szállítják el az eszméletlen Ashton elnököt, mialatt Javier a helyi rendőrök egyenruháját ölti magára.
A nyolcadik tanú
Kent Taylor ügynök nem sokkal az első robbanás előtt válik el Barnes ügynöktől, hogy a merénylőt kutassa. Egy közeli épületbe megy, ahol végez ügynöktársaival, majd a helyi rendőrök egyenruhájába bújik. Az épületet elhagyva felhívja Barnes ügynököt, akivel azt közli, üldözőbe vette a merénylőt; azonban Barnes a GNN közvetítőkocsi egyik kijelzőjén kiszúrja Taylort, aki a helyi rendőrök egyenruhájában éppen vele beszél telefonon, s a nyomába ered. Taylor egy rendőrautóval indul el, nyomában átejtett ügynöktársával. Megáll egy utcában, hogy felvegye Javiert, s ketten együtt hajtanak tovább a találkozóhely felé. Taylor hamarosan kiszúrja az őt követő Barnest, s egy veszedelmes autós üldözés veszi kezdetét, de végül úgy látszik, sikerül lerázniuk az elhivatott ügynököt.
A szálak összefonódnak
A híd alá hajtanak, ahol váratlanul felbukkan Enrique. Javier mit sem sejtve a férfi kilétéről, rálő, majd fivérét követeli rajta. Enrique utolsó szavaival közli vele, hogy úgy fest, mindkettőjüket felültették. Barnes ügynök tűnik fel, lövéseket ad le, melyek súrolják Javiert és az autóban ülő Taylort is. Taylor a gázra tapos, menet közben végez Javierrel, ám végül balesetet szenved. Barnes kirángatja az összetört autóból, s kérdőre vonja, de válaszként csupán annyit kap az összecsukló Taylortól, hogy a háború sosem ér véget.
Ezzel egy időben Suarez és Veronica az elnököt szállító mentőautóval érkezik a híd felé, azonban Ashton magához tér és rátámad elrablóira. Az úton a semmiből egy kislány tűnik fel, így Suarez elrántja a kormányt, s a felboruló mentő elől Howard Lewis az utolsó pillanatban menti meg Annát, aki végre újra egyesül anyjával. Barnes ügynök az oldalára fordult mentőhöz siet, az ajtót kinyitva megpillantja a sérült elnököt. Suarez a pisztolyát emeli, de Barnes gyorsabb nála. Az elnök biztonságba kerül.
A híradások egy üldözőbe vett és elfogott magányos merénylőről szólnak, s arról, hogy az elnök hamarosan felépül, s a csúcstalálkozó folytatódhat.
|  | Itt a vége a cselekmény részletezésének! |

## Háttér
A film forgatása 2006. június 18-án kezdődött meg Mexikóvárosban. A stúdió tárgyalásokat folytatott a Salamancai Filmbizottsággal, hogy az eredeti helyszínen, Salamancában rögzíthessék a filmet, azonban a helyi hatóságok nem engedélyezték a Plaza Mayor három hónapos lezárását, így a stáb a mexikói Cuernavaca és Puebla városokba költözött. Itt a díszlettervezőknek fel kellett építeniük a tér mását, ami az eredetinél valamivel kisebb és egyszerűbb elrendezésű lett; csak a légi felvételekben látható a valódi Plaza Mayor.
A Good Morning America című tévéműsor 2008. február 19-i adásában, vagyis három nappal a bemutató előtt, Dennis Quaid egy interjúban elbeszélésmódjában A vihar kapujában (Rashomon) című Kuroszava-filmhez hasonlította a Nyolc tanút, ami az efféle filmkészítési mód úttörőjének számít.

## Marketing
A bemutató hétvégéjén, a The New York Timesnak adott interjújában a Sony forgalmazási főnöke, Rory Bauer elismerte, hogy a film sikerében nagy része volt a marketing osztálynak. A lap dicsérettel illette a film plakátjait és más hirdetéseit, amiért „mozaik-stílusú képeket használtak a klasszikus thrillerek hagyományait követve.”

## Bemutató
Eredetileg az amerikai bemutató dátumát 2007 októberére tűzték ki, de ismeretlen okból ez 2008 februárjára módosult.
A film 2008. február 12-i, salamancai premierjén megjelent Matthew Fox, Forest Whitaker, Eduardo Noriega és Pete Travis rendező is.

## Fogadtatás
A Nyolc tanú vegyes, túlnyomó részt negatív kritikákkal szembesült. A jelentős amerikai újságírók véleményét összegyűjtő Rotten Tomatoes oldalán a film több mint 15 vélemény alapján 35%-ot ért el, azzal a konklúzióval, hogy a „Premisszát aláaknázza a töredékes történetmesélés és az egysíkú színészi játék”.

### Box office
A 40 millió dollárból készült film a nézettségi lista élén nyitott 22,9 millió dollárral, amit egy hónap alatt több mint megháromszorozott. Végül 72 millió dollár folyt be hazájában, s további 79 a világ többi részéről, így összesen 151 milliós bevételt ért el.

## Külső hivatkozások
- Hivatalos oldal
- Nyolc tanú a PORT.hu-n (magyarul)
- Nyolc tanú az Internetes Szinkronadatbázisban (magyarul)
- Nyolc tanú az Internet Movie Database-ben (angolul)
- Nyolc tanú a Rotten Tomatoeson (angolul)
- Nyolc tanú a Box Office Mojón (angolul)
- A Nyolc tanú a Cinematrixon